# Gunther von Lepel
Gunther Karl Wilhelm von Lepel (* 16. Februar 1903 in Hofgeismar; † 17. August 1993 in Frankfurt am Main) war ein deutscher Filmproduzent.

## Leben

### Familie
Seine Vorfahren gehörten zum Mecklenburger Zweig des Adelsgeschlechts derer von Lepel, Haus Grambow. Sein Vater war der spätere preußische Generalmajor Victor von Lepel (1863–1918) und seine Mutter Sophie, geborene von Baumbach (1868–1945). Er hatte drei Geschwister: Claus (1899–1948), Burkhard (1901–1945) und Dorothea (1905–1984).
Lepel war seit 1929 in erster Ehe mit Dominica Nadja von Radowitz (1911–1997, die Ehe wurde 1933 geschieden) und seit 1940 in zweiter Ehe mit Olga-Désirée von Restorff (1906–1995) verheiratet. Aus erster Ehe stammt sein Sohn Burkhard (* 1930), der Landwirt wurde.
Gunther von Lepel war von 1937 bis 1969 Vorsitzender des Verbandes der Familie von Lepel e.V.

### Ausbildung und Karriere
Nachdem er das Abitur 1922 abgelegt hatte, trat Lepel ein Jahr später in das 4. (Preußisches) Reiter-Regiment der Reichswehr in Potsdam als Offiziersanwärter ein.
Nach dem Jurastudium an der Universität Greifswald war er von 1932 bis 1939 Produzent, Geschäftsführer und dann Eigentümer der ABC-Filmgesellschaft m.b.H., Berlin. Diese produzierte von 1933 bis 1939 elf Filme, die zum Teil mit sehr prominenten Darstellern besetzt waren.
Im Zweiten Weltkrieg war Lepel Hauptmann der Nachrichtentruppe.
Nach dem Krieg war er in verschiedenen Stellungen im Public-Relations-Bereich von Firmen und Verbänden tätig, zuletzt als Pressechef der BASF in Frankfurt am Main.
Er erhielt den Verdienstorden der Bundesrepublik am Bande und war Ehrenritter des Johanniterordens, hier Mitglied der Brandenburgischen Provinzialgenossenschaft.

## Filme
ABC-Filmgesellschaft als Produktionsfirma:
- 1933: Drei Kaiserjäger
- 1933: Heimkehr ins Glück, u. a. mit Heinz Rühmann, Paul Hörbiger
- 1934: Zigeunerblut (später Das Ungarmädel),[6] u. a. mit Adele Sandrock, Erik Ode, Walter Jankuhn
- 1934: Hohe Schule
- 1934: Alles hört auf mein Kommando, u. a. mit Marianne Hoppe, Adele Sandrock
- 1935: Krach im Hinterhaus, Regie: Veit Harlan, u. a. mit Henny Porten
- 1936: Der lachende Dritte
- 1937: Die Warschauer Zitadelle
- 1937: Die rote Mütze, Regie: Herbert Selpin
- 1938: Spaßvögel, u. a. mit Fita Benkhoff
- 1939: Ein ganzer Kerl, u. a. mit Paul Henkels